# Sabanczino (Czuwaszja)
Sabanczino (ros. Сабанчино) – wieś (sieło) w Rosji, w Czuwaszji, w rejonie jalczickim. W 2021 liczyła 405 mieszkańców.